# Lord Speaker
De Lord Speaker is de voorzitter van het Britse Hogerhuis en is de tegenhanger van de Speaker van het Britse Lagerhuis. De Lord Speaker wordt gekozen door de leden van het Hogerhuis en wordt verwacht onpartijdig te blijven.
Tot juli 2005 werd de rol van voorzitter van het Hogerhuis waargenomen door de Lord Chancellor, die ook in het kabinet zat. Door de in 2005 aangenomen Constitutional Reform Act werd het voorzitterschap van het Hogerhuis een aparte functie, omdat het voorzitterschap van de Lord Chancellor als in strijd met de scheiding der machten werd beschouwd. De Lord Chancellor was nog tijdelijk voorzitter van het Hogerhuis na de aanname van de wet totdat de leden van het Hogerhuis hadden beslist over de manier waarop hun voorzitter voortaan benoemd zou worden.
De huidige Lord Speaker is John McFall, Baron McFall of Alcluith, gekozen in 2021.

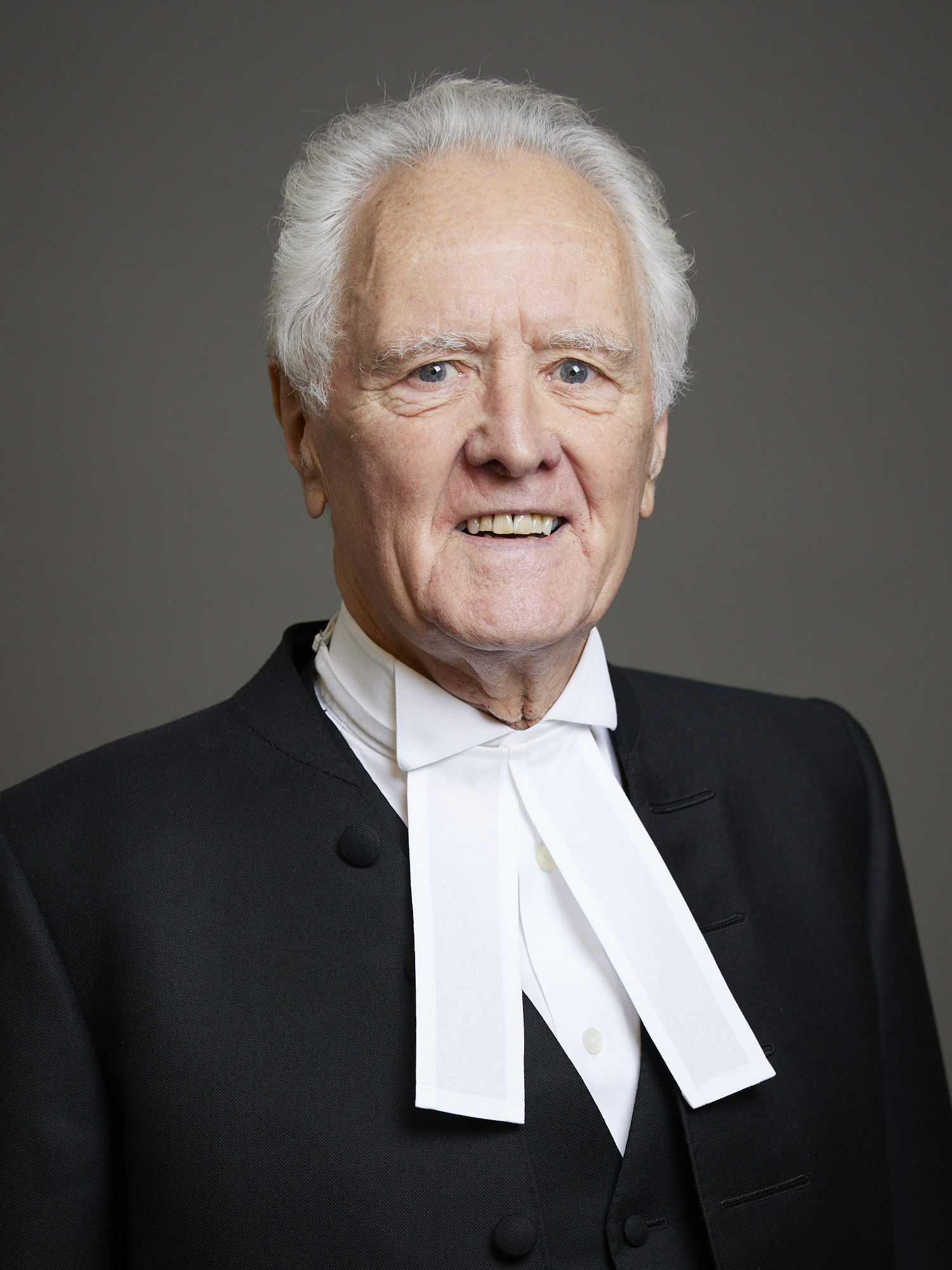
John McFall